# Dianthus androsaceus
Dianthus androsaceus là loài thực vật có hoa thuộc họ Cẩm chướng. Loài này được (Boiss. & Heldr.) Hayek mô tả khoa học đầu tiên năm 1918.